# Swedmetal Records
Swedmetal Records är ett svenskt skivbolag, grundat 2003 av Michael Hedlund, som ger ut metalskivor. Bolaget började som en webbshop som sålde skivor och andra varor relaterade till metal. Redan efter en månad började de första banden höra av sig och bad dem att sälja deras demos, CD-skivor och annat material. 2004 hjälpte de till med en liveinspelning av 220 Volt och efter det hörde fler band av sig och de blev mer involverade i inspelningar.